# Список расформированных и переехавших команд НХЛ
Здесь представлен список тех команд, которые когда-либо играли в Национальной хоккейной лиге, а затем были расформированы или переехали в другой город. Жёлтым выделены ныне существующие клубы НХЛ.

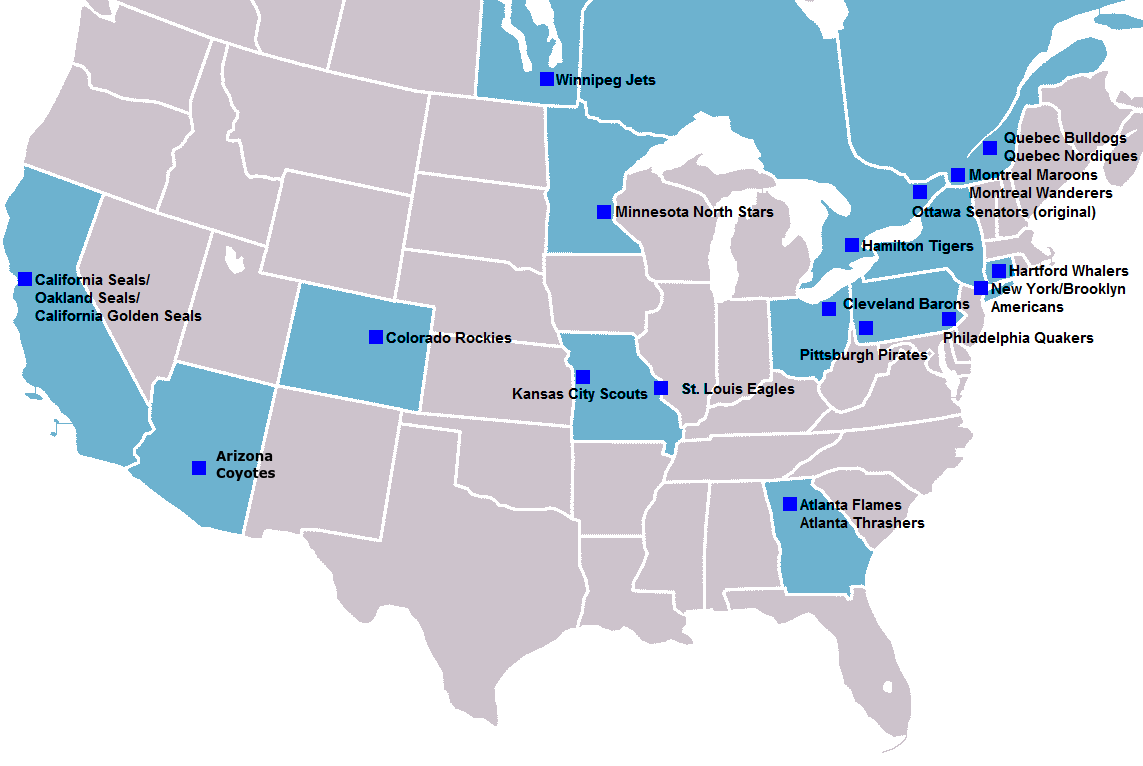
Исчезнувшие клубы НХЛ на карте

| Команда                | Первый год | Последний год | Сезоны | КС | Название после переезда        | Причина переезда/расформирования                                                                          |
| ---------------------- | ---------- | ------------- | ------ | -- | ------------------------------ | --- |
| Монреаль Уондерерз     | 1917       | 1918          | 1      | 0  | Расформирована                 | Недостаток хоккеистов в связи с Первой мировой войной                                                     |
| Квебек Булдогз         | 1919       | 1920          | 1      | 0  | Гамильтон Тайгерз              | Команда приобретена компанией из Гамильтона                                                               |
| Гамильтон Тайгерз      | 1920       | 1925          | 5      | 0  | Расформирована                 | Забастовка игроков, игроки были куплены клубом «Нью-Йорк Американс» (позднее — «Бруклин Американс»)       |
| Питтсбург Пайрэтс      | 1925       | 1930          | 5      | 0  | Филадельфия Квакерз            | Финансовые проблемы в связи с Великой депрессией                                                          |
| Филадельфия Квакерз    | 1930       | 1931          | 1      | 0  | Расформирована                 | Финансовые проблемы в связи с Великой депрессией                                                          |
| Оттава Сенаторз        | 1917       | 1934          | 16     | 4  | Сент-Луис Иглз                 | Финансовые проблемы в связи с Великой депрессией                                                          |
| Сент-Луис Иглз         | 1934       | 1935          | 1      | 0  | Расформирована                 | Финансовые проблемы в связи с Великой депрессией                                                          |
| Монреаль Марунз        | 1924       | 1938          | 14     | 2  | Расформирована                 | Финансовые проблемы в связи с Великой депрессией                                                          |
| Бруклин Американс      | 1925       | 1942          | 17     | 0  | Расформирована                 | Финансовые проблемы, недостаток игроков в связи со Второй мировой войной, формально распущена в 1946 году |
| Калифорния Голден Силз | 1967       | 1976          | 9      | 0  | Кливленд Баронз                | В поисках лучших финансовых условий                                                                       |
| Канзас-Сити Скаутс     | 1974       | 1976          | 2      | 0  | Колорадо Рокиз                 | Финансовые проблемы, куплена группой инвесторов с целью переезда                                          |
| Кливленд Баронз        | 1976       | 1978          | 2      | 0  | Миннесота Норт Старз (слияние) | «Проблемные» клубы «Миннесота Норт Старз» и «Кливленд Бэронз» объединились под брендом первого            |
| Атланта Флэймз         | 1972       | 1980          | 8      | 0  | Калгари Флэймз                 | Финансовые проблемы, продана владельцу, который намеревался перевезти команду                             |
| Колорадо Рокиз         | 1976       | 1982          | 6      | 0  | Нью-Джерси Девилз              | Команда продана Джону Макмаллену, который перевёз команду в родной Нью-Джерси                             |
| Миннесота Норт Старз   | 1967       | 1993          | 26     | 0  | Даллас Старз                   | В поисках лучших финансовых условий                                                                       |
| Квебек Нордикс         | 1979       | 1995          | 16     | 0  | Колорадо Эвеланш               | Финансовые проблемы, продана компании из Денвера                                                          |
| Виннипег Джетс         | 1979       | 1996          | 17     | 0  | Финикс Койотис                 | Продана группе инвесторов с целью переезда в поисках лучших финансовых условий                            |
| Хартфорд Уэйлерс       | 1979       | 1997          | 18     | 0  | Каролина Харрикейнз            | В поисках лучших финансовых условий                                                                       |
| Атланта Трэшерз        | 1999       | 2011          | 11     | 0  | Виннипег Джетс                 | Финансовые проблемы, продана компании из Виннипег                                                         |
| Аризона Койотис        | 1996       | 2024          | 17     | 0  | Юта Маммот                     | |